# Monoblastus fukiensis
Monoblastus fukiensis là một loài tò vò trong họ Ichneumonidae.